# Station Courcy - Brimont
Station Courcy - Brimont is een spoorwegstation in de Franse gemeente Courcy aan de lijn Reims - Laon.